# 大下容子
大下 容子（おおした ようこ、1970年5月16日 - ）は、テレビ朝日のエグゼクティブアナウンサー。

## 来歴
生い立ち、教育、学生時代の活動
広島県広島市南区生まれ。父は内科の開業医。自身も子どものころ医師に憧れた。医師となった兄は、実家を継いで院長を務めている。
広島大学附属小学校、広島大学附属中学校・高等学校を卒業後、慶應義塾大学法学部法律学科へ進学。宮島司ゼミで会社法を学ぶ。1993年、同大学を卒業。
中学・高校時代はバレーボール部に所属。また、同級生とガールズバンドを結成、キーボードを担当し文化祭で演奏した。大学時代はテニスサークルで4年間活動した。
職務経歴
1993年、アナウンサーとしてテレビ朝日へ入社。同期は丸川珠代、坪井直樹、角澤照治。他局では雨宮塔子（TBS）、角田久美子（日本テレビ）、八塩圭子（テレビ東京）らがいる。スポーツ好きが高じて、入社当初からスポーツ番組のレポーターを志望。入社年にJリーグが開幕し、翌1994年4月から始まった『Jリーグ A GOGO!!』（Jリーグ関連の情報番組）で初めてレギュラー番組を担当。1998 FIFAワールドカップフランス大会や1998年長野オリンピック、2000年シドニーオリンピックにも現地レポーターとして参加。当初は、主にスポーツキャスターとして活動。
1990年代後半は、情報番組やバラエティ系の特別番組で司会や進行役を務めた（以下で解説）。
1996年10月より、『ステーションEYE』のキャスターを担当（～1997年3月）。
1997年4月より、『SPORTS SPOTTERS』のキャスターを担当（～1998年3月）。
1998年4月より、『GET SPORTS』のキャスターを担当（～9月）。
1998年10月より、『ワイド!スクランブル』の女性メインキャスターを担当し、男性メインキャスター（大和田獏→寺崎貴司→橋本大二郎）のサポート役を担う（～2019年9月）。
2002年1月より、『SmaSTATION!!』（土曜夜間の生放送番組）でもサブMC（メインMCの香取慎吾のパートナー役）として出演（～2017年9月）。この時期は『ワイド!スクランブル』のサブキャスターも兼任しており「週6日生放送番組にレギュラー出演」という民放キー局アナウンサーとしては異例のハードスケジュールをこなす。さらに2004年にはサッカーアジアカップ2004決勝（日本対中国戦）の現地リポーターとして北京へ赴いた。
2018年10月より、『ワイド!スクランブル』のメインキャスターへ昇格（後輩である小松靖が男性メインキャスターとなり、大下のサポート役となった）。2019年4月1日（月曜日）放送分より、同番組が大下の名を冠した『大下容子ワイド!スクランブル』として再スタートを切り、名実ともに大下がメインキャスターとなった。
『ワイド！スクランブル』以外にも、出演多数。詳細は後述。
2020年6月26日付で、同局の現役アナ初となる役員待遇のエグゼクティブアナウンサーへ昇進。
昇進後も、テレビ朝日における現職最年長の女性アナウンサーとして、冠番組『大下容子ワイド!スクランブル』や特別番組への出演を続けている。

## 人物
- 好物・得意料理は、家でも作るという広島のお好み焼き[6][11]。広島の実家の斜め目前にお好み焼き屋があり[8]、帰郷した際は、かばんを置くや否や食べに行くほど[6]。ほかに根菜の煮物[11]。
- 趣味は特になし。しいて言えば旅行が好きだという[1]。
- 広島カープの大ファン[6]。1975年カープ初優勝時のスターティングメンバーをすんなり答えられる[6]。カープ関連の大きなニュースは率先して取材に出向く[7]。
- デビッド・ベッカム、尾崎豊の大ファン。
- 神楽坂女声合唱団[1]とスター混声合唱団のメンバー。
- 本人曰く、いわゆる「アナログ人間」で、パソコンをあまり使用しない[1]。
- 実父・実兄ともに医師を務めるが、自身は理系科目を苦手としていたため、その道へは進まなかった[t 3]。
- 大学の4年間で標準語をマスターしたと自負していたが、テレビ朝日入社時に「お前の広島弁は商品にならない」と指摘され大きなショックを受ける[7]。その後もしばらく、アクセント辞典を持ち歩きチェックしていた[7]。
- 吉田拓郎、木村和司、森島寛晃の実家が近所にあったという[要出典]。
- 一部報道により「広島県出身の元プロ野球選手・指導者で、現在は野球解説者である大下剛史（大下容子のテレビ朝日入社当時に同局と契約していた）の娘である」と報じられたが、これは誤りである[14]。
- 2021年9月、初のエッセイ集『たたかわない生き方』がCCCメディアハウスより刊行された[15]。

## エピソード
- 『ステーションEYE』のスポーツ担当だったころ、世田谷で起きた三十数件連続放火魔逮捕のニュースで、蟹瀬誠一・岡田洋子両キャスターとともに出演。大下自身も同事件の被害者だった。入社3年目の年末[16]23時過ぎごろ、大下が当時住んでいたアパートに隣接する建物が放火被害に遭う。大下のアパートは風向きによって最も大きな延焼被害となった。入浴中だった彼女は、玄関ドアをたたく「火事だ!」の声に服を着るのがやっとで、命からがら避難。翌日、鎮火後にアパートに戻ると、大下の部屋も含め全焼。それでも番組内では、当時の状況を自身の感情をこめず淡々と語った。この火事で、はじめてのボーナスで購入したバッグ、気に入っていた洋服や靴、思い出の写真などがすべて焼けてしまったという[17][18]。
- グルメ番組で高価なワインを試飲したが、スタジオトーク中しばらくして顔が真っ赤になり、呂律が回らなくなった[1]。
- 1994年秋、柏レイソルが勝利すればJリーグ昇格となるJFL最終戦、『Jリーグ A GOGO!!』の取材にてレイソルサポーターの長い1日を追うレポートに赴いた大下はレイソルのユニフォームを着用し同試合を応援。1-0勝利でJリーグ昇格を決めた瞬間、取材を忘れサポーター以上に興奮してしまい、その姿が「柏レイソルJリーグ昇格」の見出しと共に、各一般紙の一面で取り上げられた。最前列にいた大下は、当時まだ知名度が低くレイソルの熱狂的女性サポーターと間違えられている（当該事項は当時の番組内で話題となり、しばらくネタになっていたほか、レイソルサポーターの間でも有名となった）。番組後、両脇にレオナルド、ジョルジーニョ両選手のスナップが撮れたことに歓喜していた[1]。
- 『ワイド!スクランブル』『スマステ』いずれも出演していた時期には、『ワイド - 』が夏季休暇などで休演した週でも『スマステ』へは登場している。このため年末年始を除けば、土曜日の休暇は『スマステ』の休止週のみだった。現に2007年には、全英オープンゴルフの中継で『スマステ』を休止した週（7月）に『ワイド -』も休演している。
- SMAP解散騒動報道に揺れた2016年には、芸能情報も扱う『ワイド!スクランブル』のサブキャスターとして、解散関連の話題を頻繁に取り上げた。当時『スマステ』で共演していたメンバーの香取をさりげなく擁護するコメントを公平な立場から幾度となく発し、視聴者から強い共感を得ている。SMAPの解散前に放送を終了した『スマステ』では、最終回（2017年9月30日）の生放送中に香取とハグをしている。出演番組で見せるこうした母性的な人柄や、生放送におけるMCとしての安定したアナウンスメントへの評判が高く、2003年度からオリコンが毎年集計している『好きな女性アナウンサーランキング』では2016年度に初めてのベスト10入りを果たした。同年度は9位だった[19]が、2017年度には2位（フリーランス以外の現役アナウンサーの中では1位）[20]にまで上昇。後輩アナウンサーの弘中綾香が初登場2位となった2018年度は7位だった[21]ものの、弘中が1位となった2019・2020年度にはいずれも4位と盛り返している[22][23]。
- テレビ朝日では、『大下容子ワイド!スクランブル』初年度の2019年度に、第1部（10:25 - 12:00）と第2部（12:50 - 13:40）の間に「帯ドラマ劇場」を12:30 - 12:50に放送（編成上は1年振りの放送枠復活）。この枠に続き、第2部の生予告パートが12:49から5秒間設けられており、自身の出演日に同枠で『やすらぎの刻〜道』が放送される場合には、当日放送分を観た感想を生予告パートの冒頭で手短に述べていた（いわゆる「昼ドラ受け」。第3話（2019年4月3日）から）[24]。
  - 『やすらぎの郷』（「帯ドラマ劇場」の第1作として2017年度の上半期に放送）では、架空のワイドショーの司会者として本人役でワンシーンに出演。出演シーンの撮影には、当時の『ワイド!スクランブル』のスタジオセットがそのまま使われていた。そのため『やすらぎの刻～道』の最終回（2020年3月27日放送分の25分拡大スペシャル）におけるスタッフロール（総勢641人分）には大下のクレジットも表示された。

## 出演

### テレビ番組
報道・情報ワイドショー番組
| 期間       | 期間       | 番組名                      | 役職                                                                |
| ---------- | ---------- | --------------------------- | ------------------------------------------------------------------- |
| 1994年4月  | 1996年9月  | Jリーグ A GOGO!!            | レポーター                                                          |
| 1994年10月 | 1995年9月  | やじうま6                   | 月・火曜日メイン司会                                                |
| 1996年4月  | 1996年9月  | ステーションEYE             | 平日スポーツキャスター                                              |
| 1996年10月 | 1997年3月  | ステーションEYE             | 平日メインキャスター                                                |
| 1997年4月  | 1998年9月  | やじうまワイド              | 平日スポーツキャスター ※1998年4月からは、担当曜日を水・木曜日に縮小 |
| 1998年4月  | 1998年9月  | スーパーJチャンネル         | 金曜日全国パートキャスター                                          |
| 1998年4月  | 1998年9月  | GET SPORTS                  | 進行役                                                              |
| 1998年10月 | 2018年9月  | ワイド!スクランブル         | サブキャスター                                                      |
| 2002年1月  | 2017年9月  | SmaSTATION!!                | サブMC                                                              |
| 2018年10月 | 2019年3月  | ワイド!スクランブル         | メインキャスター                                                    |
| 2019年4月  | 現在       | 大下容子ワイド!スクランブル | メインキャスター                                                    |
| 2021年10月 | 現在       | 選挙ステーション            | サブキャスター                                                      |
| 2022年1月  | 不定期放送 | タモリステーション          | 進行役                                                              |

その他
- SPORTS SPOTTERS（1997年4月 - 1998年3月） - キャスター
- 峰竜太の元気一番（1995年）
- 気分はOn（1993年）- 進行
- 金曜日のバラ（1994年）- 進行
- TVぶらんち（1994年）- 進行
- 東京サイト（2001年4月 - 2002年10月頃） - ナレーション
- 渡辺篤史の建もの探訪（2008年4月 - 2009年3月） - 「20年のアルバム」ナレーション
- 賢コツ!!（2008年5月 - 2009年9月） - 司会
- SMAP☆がんばりますっ!!（2009年1月 - 2013年4月） - サブMC
- 松岡修造の情熱チャージ 熱血!ホンキ応援団（2009年11月 - 2010年8月） - サブMC
- 芸能人ウワサの美人妻&自宅を解禁!夫婦の掟を大決定スペシャル（2011年11月23日） - MC
- ザ・タイムショック（2017年3月30日 - 〈不定期放送〉） - MC
- ビートたけしのスポーツ大将（2017年11月12日 - 2018年9月16日） - 進行
- おらが県ランキング ダイナンイ!?（2018年10月4日 - 2019年9月19日〈不定期放送〉） - 進行

#### テレビドラマ
- TRICK2『サイ･トレイラー』 - 本人役
- 仮面ライダークウガ（EPISODE35） - アナウンサー役
- 仮面ライダーG - アナウンサー役
- 毒トマト殺人事件 - 本人役
- イヴのすべて - ソンミ、ヨンミの大学の先輩役（日本語版吹き替え版）
- ダブルス〜二人の刑事（第6話） - アナウンサー役
- グ・ラ・メ! -大宰相の料理人-（第2話） - アナウンサー役
- やすらぎの郷（第114話） - 本人役
- トットちゃん!（2017年10月2日 - 12月22日） - ナレーション
- 花のれん（2025年） - 語り

### 映画
- 映画ドラえもん のび太の新魔界大冒険 〜7人の魔法使い〜 - アナウンサー役（声の出演）
- 映画ドラえもん のび太と奇跡の島 〜アニマル アドベンチャー〜 - おねえちゃん役（声の出演）

## 受賞歴
2024年
- 第32回橋田賞